# Pteroglossus viridis
El arasarí verde  (Pteroglossus viridis) es un tucán del género Pteroglossus que puebla las selvas amazónicas, las Guayanas y la Orinoquía.